# Mansiri Himal
El Mansiri Himal és una petita serralada de l'Himàlaia, al centre nord del Nepal, al voltant d'uns 100 km al nord-oest de Katmandú. El riu Marsyangdi separa el massís del Mansiri de l'Annapurna, al sud-oest. El riu Dudh Khola la separa de la Peri Himal, al nord-oest. A l'est el Burhi Gandaki la separa de la Ganesh Himal, Sringi Himal i Kutang Himal. Tots aquests rius són afluents del Gandaki.
També és coneguda com a Manaslu Himal o Massís Gurkha. La serralada compta amb tres cims entre els vint més alts de la Terra (amb un mínim de 500 metres de prominència):
- Manaslu, 8.156 m, 8è cim més alt. 3.092 m de prominència
- Himalchuli, 7.893 m, 18è cim més alt. 1.633 m de prominència
- Ngadi Chuli, 7.871 m, 20è cim més alt. 1.020 m de prominència

Altres cims destacats de la serralada són el:
- Nemjung, 7.140 m. 1.920 m de prominència
- Thulagi Chuli. 7.059 m. 699 m de prominència

La Mansiri Himal destaca pels enormes desnivells que presenta en molt poc espai, elevant-se 7.000 metres entre la vall de Marsyangdi i els seus cims en poc menys de 30 km de distància horitzontal.